# 난드로가나보사주
난드로가나보사주(Nadroga-Navosa Province)는 피지를 구성하는 14개 주 가운데 하나로 면적은 2,385km2, 인구는 58,387명(2007년 기준)이다. 행정 구역상으로는 서부구에 속한다. 피지에서 가장 큰 섬인 비치레부섬에 위치한 8개 주 가운데 하나이며 비치레부섬 남서부와 중부에 위치한다. 피지에서 다섯 번째로 인구가 많은 주이다.